# Collegamento (file)
In informatica, nell'ambito dei file system, un collegamento ad un file o directory è un oggetto del file system che consente di fare riferimento ad un altro file o ad un'altra directory usando un nome diverso dall'originale. L'originale si ritrova quindi ad essere accessibile tramite più di un nome. Un collegamento può risiedere nella stessa directory dell'originale, o può anche essere in una directory diversa.
I collegamenti sono comunemente usati per semplificare l'accesso a file o directory collocati in punti "scomodi" del file system, ad esempio in directory molto annidate nella gerarchia o che hanno un nome difficile da ricordare; un collegamento permette di accedervi con un nome tipicamente breve e in posizioni facili da ricordare.
Un altro uso tipico dei collegamenti è per permettere all'utente la scelta di un particolare file in un insieme, semplicemente creando un collegamento di nome prestabilito al file desiderato; un esempio semplice è l'impostazione del fuso orario su alcuni sistemi basati su Linux, che si fa creando un collegamento di nome /etc/localtime al file che descrive le caratteristiche del fuso orario desiderato (es. /usr/lib/zoneinfo/Europe/Rome).
In epoca recente, gran parte dei sistemi operativi implementano nativamente una qualche capacità di creare più collegamenti a file e directory; nel sistema operativo MS-DOS non esiste tuttavia il concetto di collegamento nei termini sopra esposti.

## Funzionamento
A seconda del sistema operativo ospite, i collegamenti possono essere più o meno trasparenti nell'uso: in alcuni casi si tratta di semplici file che contengono il nome del file originale secondo specifiche convenzioni (un esempio sono i collegamenti in Windows); in altri casi possono apparire e comportarsi come i file a cui sono collegati, pur mantenendo una propria identità e rimanendo distinguibili dal file originale (collegamenti simbolici); in altri casi ancora possono arrivare ad essere indistinguibili dall'originale, poiché implementati con l'identico meccanismo con cui normalmente il nome di un file o di una directory viene associato al suo contenuto (collegamenti fisici).
Ad eccezione dei collegamenti fisici, è possibile che un collegamento si trovi a far riferimento ad un file o directory non più esistenti perché rinominato, spostato o eliminato; in tal caso, il collegamento si dice orfano, ed è compito dell'utente aggiornare la sua destinazione o eliminarlo. Nei sistemi Microsoft Windows questa operazione avviene in maniera semi-automatica: quando possibile, il sistema individua un file che ha più probabilità di altri (in base a nome, dimensioni, etc.) di essere quello a cui il collegamento puntava in precedenza; se non si trovano candidati plausibili, viene richiesto all'utente di indicare la nuova destinazione del collegamento.